# Auschkowitz
Auschkowitz (obersorbisch Wučkecy) ist seit dem 1. Januar 1994 ein Ortsteil der Gemeinde Burkau im Landkreis Bautzen in Sachsen. Der Ort war bis zur Eingemeindung nach Kleinhänchen am 1. Januar 1957 eine eigenständige Gemeinde.

## Lage
Auschkowitz liegt zwölf Kilometer Luftlinie nordwestlich von Bautzen in der Oberlausitz am Kleinhänchener Wasser. Umliegende Ortschaften sind Lehndorf im Norden, Passditz im Nordosten, Zischkowitz im Osten, Pannewitz im Süden, Kleinhänchen und Neraditz im Westen und Tschaschwitz im Nordwesten.
Einen Kilometer östlich von Auschkowitz liegt die Kreisstraße 7270. Die Bundesautobahn 4 verläuft unmittelbar südlich an Auschkowitz vorbei, die nächstgelegene Anschlussstelle Uhyst am Taucher ist knapp drei Kilometer entfernt.

## Geschichte
Erstmals urkundlich erwähnt wurde das Dorf als Uskewicz im Jahr 1365 in einem Kaufvertrag für das Kloster St. Marienstern. Die Anlage von Auschkowitz als Rundweiler deutet auf eine sorbische Ortsgründung hin. Um 1580 stand der Ort jeweils anteilig unter den Grundherrschaften des Klosters Marienstern, des Rittergutes in Jeßnitz und der Landvogtei Budissin. Die Bewohner von Auschkowitz waren an das Kloster Marienstern mit sechs Hühnern, 30 Eiern und 1½ Litern Mohn abgabepflichtig.
Bis 1825 war Auschowitz nach Göda eingepfarrt, seitdem gehört der Ort zur Kirchengemeinde Uhyst am Taucher. Während die Besitzverhältnisse einiger Teile des Dorfes häufig wechselten, hatte das Kloster Marienstern bis ins 19. Jahrhundert hinein die Grundherrschaft über Auschkowitz inne.
Nach der Bodenreform 1945 wurde das Kloster enteignet und das 60 Hektar große Lehngut wurde aufgeteilt und das Land an Neubauern vergeben. Am 1. Januar 1957 wurde Auschkowitz nach Kleinhänchen eingemeindet.
Zu DDR-Zeiten gab es in Auschkowitz eine Landwirtschaftliche Produktionsgenossenschaft. 1986 wurden im Ort fünf Doppelhäuser für die Beschäftigten der LPG errichtet. Seit der Wende gehört Auschkowitz zum Freistaat Sachsen. Die Gemeinde Kleinhänchen wurde am 1. Januar 1994 zusammen mit Burkau und Uhyst am Taucher zu der neuen Gemeinde Burkau zusammengeschlossen.

## Bevölkerung
Für das Jahr 1580 sind in Auschkowitz sechs besessene Mann und zwei Häusler verzeichnet, ebenso 1777. Im Jahr 1834 hatte der Ort 34 Einwohner, diese Zahl stieg bis 1871 auf 72 Einwohner an und sank danach konstant auf 66 im Jahr 1890, 59 im Jahr 1910 und 57 im Jahr 1925. Von letzteren waren 21 Einwohner römisch-katholischer Konfession und 35 Einwohner evangelisch-lutherisch, dazu kam ein jüdischer Einwohner. Nach dem Ende des Zweiten Weltkrieges stieg die Einwohnerzahl durch die Aufnahme von Flüchtlingen aus den deutschen Ostgebieten auf 100 an.
Ursprünglich gehörte Auschkowitz zum obersorbischen Sprachgebiet. In der Statistik über die sorbische Bevölkerung in der Lausitz ermittelte Arnošt Muka im Jahr 1884 eine Einwohnerzahl von 56, von diesen waren 52 Sorben (93 %).
Nach dem Zensus vom 9. Mai 2011 lebten in Auschkowitz 80 Einwohner in 36 Haushalten. Das Durchschnittsalter lag bei 47,6 Jahren.